# Martinus Wolters
Martinus Wolters (Rhenen, 12 juli 1864 – Bennebroek, Vogelensang, 29 november 1938) was een Nederlands violist.

## Achtergrond
Hij was zoon van boekbinder, boekverkoper en ook deurwaarder Claudius Gerhardus Johannes Wolters en Dirkje van Amerongen.. Hij werd geacht in de boekbindersvoetsporen van zijn vader te treden. Hijzelf huwde in 1889 Elske Wolda (overleden in 1957) uit Leeuwarden, maar ze scheidden in 1926. Naar Elske Wolda werd in 1958 de Grouwse skûtsje vernoemd, zoon Johann Gottfried Hendrik Wolters zag een gelijkenis tussen zijn moeder en de boot. Later tot in de jaren tachtig werd het een (wissel)trofee binnen het Skûtsjesilen.).  Twee dochters uit dat huwelijk werden musicus: de zangeres Adriana Wolters en de pianiste Elsa Wolters.

## Muziek
Wolters kreeg eerst pianolessen van Gerrit Klimmerboom in Rhenen, maar hij bespeelde net zo makkelijk het kerkorgel. Wolters viel regelmatig in voor Klimmerboom in de Hervormde Kerk. Hij kon op voorspraak van Cornelis Coenen in 1880 aan de slag als tweede violist in het Paleisorkest van Johannes Meinardus Coenen van wie hij ook directieles kreeg, van Jean-Baptiste de Pauw kreeg hij nog orgelles. Tussen 1883 tot 1886 maakte hij deel uit van het orkest Felix Meritis. In 1884 trad hij tevens toe tot het Wedemeijers Orkest van Frans Wedemeijer. Ondertussen bleef hij lessen volgen bij bijvoorbeeld Joseph Cramer. In 1888 kon hij mede daardoor aantreden als soloviolist en concertmeester bij de Hollandsche Opera. In 1893 keerde hij terug bij het Paleisorkest, nu als concertmeester en een jaar later weer bij Wedemeijers orkest en weer een jaar later bij de Nederlandse Opera van Cornelis van der Linden (1896/1897) en haar opvolger de kort bestaande Noord- en Zuid Nederlandse Opera (oktober 1897). In die tijd vroeg hij lessen in compositieleer en harmonieleer bij Bernard Zweers en was privé vioolleraar en dirigent van het koor Fidelio. Hij was voorts kapelmeester bij de schutterij. Hij organiseerde in 1902 een aantal zondagochtendconcerten in het Vondelpark. Na 1906 was Wolters ook muziekdocent in Amsterdam en was hij directeur van de zangvereniging Fidelio.
Van 1907 tot 1909 was hij tweede concertmeester en tweede dirigent van het Queen's Hall Orchestra in Londen, dat onder leiding stond van Henry Wood. Daarna heeft hij enige tijd meegespeeld in het Concertgebouworkest onder Willem Mengelberg. Hij gaf weer les op piano en viool en nam zitting in de jury van diverse concoursen. In 1914 was hij directeur van het Stedelijk Muziekcorps van Purmerend. In 1934 woonde hij in Amsterdam, alwaar aan de Tweede Constantijn Huygensstraat 72 zijn zeventigste verjaardag gevierd zou worden met een serenade uitgevoerd door amateurmusici voor zijn woning. Er gold echter een verbod op optochten etc.; het werd een receptie in Hotel Schiller.
Hij stierf in de psychiatrische inrichting Stichting Vogelenzang te Bennebroek.
Enkele concerten van Martinus Wolters:
- 1911: het Hegar Concert in het Concertgebouw met onder meer Julius Röntgen achter de piano; er werd alleen muziek van de Zwitserse componist Friedrich Hegar gespeeld;
- 1929: Wolters bespeelde het orgel bij de crematie van mr. J.H.L. Bergsma, oud-advocaat te Semarang, op de begraafplaats Westerveld in Driehuis.

## Adriana Wolters
Slechts één dochter Adriana Wolters ondertekende de rouwadvertentie in De Telegraaf. Zij, vernoemd naar haar grootmoeder Adriaantje Zwolsman, zong onder meer tijdens een concert in Bournemouth op 23 juni 1925. In april 1927 stond ze in de grote zaal van het Concertgebouw te Amsterdam. Zij kreeg les van Wilhelmina de Veer-de Lange, die ook Jo Vincent onder haar hoede had en Jacoba Dresden Dhondt, de zanglerares van Elly Ameling en de vrouw van de componist Sem Dresden